# تحليل قرار
تحليل القرار (بالإنجليزية: Decision analysis)‏، هو الانضباطي الذي يشمل الفلسفة والنظرية والمنهجية والممارسة المهنية اللازمة لمعالجة القرارات الهامة بطريقة رسمية. يتضمن تحليل القرار العديد من الإجراءات والأساليب والأدوات وتقييم جوانب هامة من القرار بشكل رسمي، أداة القرار التي تقوم بتقييم الرغبة في المشاريع عن طريق ترجيح القيم المتوقعة لمسار تطبيق معين للعمل من خلال المواقف حيال خطر، وتقديم الخدمات المتوقعة.

## التاريخ والمنهجية
يستخدم التمثيل البياني لمشكلات تحليل القرار عادةً أدوات تأطير ومخططات تأثير ومخططات قرار شجرية. تُستخدم مثل تلك الادوات لتمثيل البدائل المتوفرة لصانع القرار، والارتياب التي توفرها تلك الأدوات، ومقاييس التقييم التي تمثل كيفية الوصول إلى الأهداف في النتيجة النهائية. يُمثل الارتياب من خلال الاحتمالات. يُمثل سلوك صانع القرار بالمخاطرة من خلال وظائف نفعية وسلوكها للمفاضلة بين الأهداف المتضاربة، ويمكن التعبير عنها باستخدام وظائف قيمة متعددة الميزات أو وظائف منفعة متعددة الميزات (إن وُجدت مخاطرة). في بعض الحالات، يمكن استبدال وظائف المنفعة باحتمال الوصول إلى مستويات عالية مُرتاب فيها. يناصر تحليل القرار اختيار القرار الذي تكون عواقبه ذات أكبر منفعة متوقعة (أو الذي يضخم احتمالية الوصول إلى مستويات عالية مُرتاب فيها). تُستخدم طرق تحليل القرار تلك في مجالات متنوعة، بما في ذلك الأعمال (التخطيط والتسويق والتفاوض)، والعلاج البيئي، والعناية الصحية، والبحث والإدارة والطاقة والاستكشاف والدعوى وحل الخلافات...إلخ.
التأطير هو واجهة تحليل القرار، والذي يركز على تطوير تصريح عن الفرصة (ماذا ولماذا)، شروط محددة، طرق النجاح، هرمية القرار، جدول الاستراتيجية وأدوات الفعل. قد يقود الإطار إلى تطوير جدول تأثير لتحليلات أكثر تعقيدًا ويكون مفيدًا في تطوير نموذج كمّي عند الحاجة.
يُستخدم تحليل القرار من قبل شركات كبرى للاستثمار بمليارات الدولارات ويمكن استخدامه لاتخاذ قرارات أكثر تعقيدًا لكنها شخصيّة أكثر مثل التخطيط للتقاعد أو التخطيط لرحلة ما.
في عام 2010، ربحت شركة شيفرون جائزة ممارسة تحليل القرار المجتمعية لاستخدامها تحليل القرار في كل القرارات الكبرى. في فيديو يُفصل استخدام شيفرون لتحليل القرار، وضح نائب رئيس مجلس إدارة شيفرون جورج كيركلاند أن «تحليل القرار هو جزء من كيفية قيام شيفرون بالأعمال لسبب بسيط لكن قوي هو أن تحليل القرار ناجع».

## الجدل
تحليل القرار، وهو نهج انطباعي، مهتم خصوصًا بالتعامل الكمي مع الحالات المُرتاب بها (يبحث اتخاذ القرار الانطباعي كيف يمكن اتخاذ القرارات على النحو الأمثل، بينما يسعى اتخاذ القرار الوصفي لشرح كيف يتخذ الأشخاص قراراتهم بالفعل، بصرف النظر عن جودة القرار)، وُجد أنه في الحقيقة نادرً ما يُستخدم في اتخاذ القرارات من قبل الأفراد. إن الهوّة بين تحليل القرار الانطباعي والنهج الوصفي أكبر في القرارات ذات الخطورة العليا التي تُتخذ تحت ضغط الوقت. يحاجج محللو القرار أن غايتهم ليست لدراسة الأخطاء في الطريقة التي يتخذ فيها الناس القرارات. أظهرت الدراسات أن منفعة تحليل القرار في إنشاء خوارزميات اتخاذ قرار تُعد عليا وبديهية دون مساعدة.
يستشهد منتقدو تحليل القرار بظاهرة الشلل من خلال التحليل كعاقبة كبرى في تحليل القرار في المنظمات (كلفة تحليل القرار هي في ذاتها عامل في التحليل). هناك استراتيجيات متوفرة لتقليل ذلك الخطر.
حُجز مصطلح القرار التحليلي غالبًا للقرارات التي لا تظهر أنها تعير نفسها إلى طرق التحسين الرياضية. تحاول طرق مثل اقتصاد المعلومات التطبيقي، مع ذلك، لتطبيق طرق كمية أكثر صرامةً حتى على تلك النماذج من القرارات.
هناك لغط معين أن تحليل القرار هو عبارة عن طريقة كمية ولكن في الحقيقية، فإن كل القرارات والاستراتيجيات قد تُطور بمفردها باستخدام طرق تأطير دون أو مع طرق كمية صغيرة مطلوبة.